# The Rocket (газета)
«The Rocket» (с англ. — «Ракета») — американская музыкальная газета публиковавшаяся в период с 1979 по 2000 годы. Газета издавалась дважды в месяц на территории Северо-Западного региона США и распространялась бесплатно. Материалы The Rocket были посвящены местным музыкальным сценам, что разительно отличало издание от других местных альтернативных газет, таких как Seattle Weekly и Willamette Week, которые в большей степени ориентировались на политические вопросы. Первоначально газета выпускалась только на территории Сиэтла, однако, начиная с 1991 года также стала публиковаться в Портленде, штат Орегон. В целом, оба издания содержали одни и те же материалы, с небольшими вариациями (например, публиковались различные расписания концертов и иногда имели отличающиеся обложки).
В 1992 году штатный музыкальный критик журнала Rolling Stone Майкл Азеррад назвал The Rocket «наиболее авторитетным рупором» сиэтлской гранжевой субкультуры.

## История
Основатель и издатель газеты, Роберт Маккенси, начинал карьеру как продавец другого сиэтлского издания — Seattle Sun, еженедельной альтернативной газеты, которая конкурировала с Seattle Weekly. Разочарованные слабым освещением газетой тогдашней музыкальной сцены Сиэтла, редактор Seattle Sun Роберт Ферригно и арт-директор того же издания, Боб Ньюман, основали The Rocket как музыкальное дополнение для Seattle Sun, первый выпуск которого увидел свет в октябре 1979 года. К апрелю следующего года Ферригно, Ньюман и Маккенси собрали достаточно денег, чтобы издавать The Rocket как самостоятельную газету. Ферригно был редактором издания в период с 1979 по 1982 годы. В течение этого периода газета выпускалась в ежемесячном формате. Статьи The Rocket были посвящены таким исполнителям, как Патти Смит, The Blackouts, The Enemy и The Jitters. Маккенси настаивал на том, что газета также охватывала творчество групп с мейджор-лейблов, однако Ферригно и авторский штат газеты без энтузиазма воспринимали такие идеи издателя, и соглашались писать о подобных коллективах, только если предоставлялась возможность «нещадно раскритиковать их» в своих статьях.
К январю 1982 года тираж газеты вырос до 50 000 экземпляров в месяц. Газете удалось привлечь в свой штат писателей и карикатуристов, таких как Джефф Кристенсен, Роберта Пенн, Линда Барри, Джон Кеистер, Уэс Андерсон и Чарльз Р. Кросс. В своих материалах, редакция газеты делала приоритет для «довольно малоизвестных альтернативных группах» местного региона, таких как The Fartz, The Allies, The Heats/The Heaters, Visible Targets, Red Dress и The Cowboys. Однако, Маккенси продолжал настаивать на том, чтобы материалы о «мейнстримовых» исполнителях освещались в равной пропорции.
В 1983 году Ферригно ушёл из газеты, пост главного редактора занял Ньюман. В конце того же года из The Rocket также ушёл Маккенси. Тем не менее, штат газеты продолжал пополняться новыми талантливыми авторами, среди которых были: Дайна Дарзин, Крейг Томашофф, Энн Пауэрс, Джим Эмерсон, Джиллиан Г. Гаар, Грант Олден и Деннис Эйххорн. В этот период несколько обложек для газеты нарисовал Мэтт Грейнинг. Свою ежемесячную колонку получил будущий основатель культового инди-лейбла Sub Pop Брюс Пэвитт, которая называлась «Sub Pop U.S.A.» и была посвящена независимой и андеграундной музыкальным сценам Сиэтла и других регионах США. Среди групп, появившихся на обложке The Rocket, в этот период были The Young Fresh Fellows, которые на тот момент имели всего около дюжины концертных выступлений. В конце 1984 года газета напечатала список «10 самых улётных северо-западных групп», в который вошли: Fastbacks, 54-40, D.O.A., Hosannah Choir, Girltalk, Ellipsis, Robert Cray Band, Metal Church, The Young Fresh Fellows и The U-Men.
В 1986 году редактором газеты стал Чарльз Р. Кросс, в дальнейшем он прибывал в этой должности до закрытия газеты. В середине 1980-х одним из самых успешных музыкальных направлений был хэви-метал, в связи с этим, The Rocket посвящала много материала таким группам, как Slayer, Wild Dogs, Queensrÿche и Metal Church. Однако к 1988 году, когда популярность металлической сцены пошла на спад, акцент газеты сместился на местные протогранжевые и альтернативные рок-группы. В 1988 году, задолго до того, как какое-либо другое издание обратило на них внимание, Soundgarden и Nirvana уже были звездами газеты и печатались на её обложках. В декабре 1989 года The Rocket отпраздновали свою десятую годовщину, организовав концерт под названием «Nine for the 90’s», пригласив на него наиболее перспективные сиэтлские группы, в том числе Love Battery, The Posies, High Performance Crew, The Walkabouts, The Young Fresh Fellows и Alice in Chains.
В 1991 году The Rocket также начала издаваться в Портленде, штат Орегон. Эта версия газеты, как правило, полностью копировала сиэтлское издание, отличаясь только другим расписанием концертов. Начиная с 1992 года, газета стала издаваться с частотой два раза в месяц.

## Последние годы
В 1995 году Кросс продал газету BAM Media, компании базирующейся в Сан-Франциско, которая выпускала несколько музыкальных изданий. В течение многих лет руководство BAM пользовалось прибыльностью The Rocket, «чтобы удерживать на плаву другие свои газеты», которые медленно истощали вкладываемые в The Rocket ресурсы и в итоге так и не нашли свою нишу на рынке печатных СМИ. В августе 2000 года BAM закрыли все свои печатные издания и продали The Rocket Дейву Робертсу, издателю газеты Illinois Entertainer. Робертс уменьшил размер штата The Rocket, купил несколько новых компьютеров для персонала, заказал ряд рекламных акций, тем самым дав понять, что он пытается серьезно оживить газетные тиражи.
Однако всего через несколько недель «чеки, выписываемые издателем, перестали принимать в банках», и Робертс внезапно сообщил всему персоналу, что The Rocket прекращает своё существование. Ни один из сотрудников так не получил внятных разъяснений относительно причины закрытия газеты. Последний выпуск The Rocket датирован 18 октября 2000 года. По данным газеты Seattle Times, в течение последних лет своего существования читательская аудитория The Rocket была больше, чем когда-либо — тираж достигал 55 000 копий в Сиэтле и 36 000 в Портленде. После закрытия газеты её бывший издатель Чарльз Р. Кросс заявил: «дело не в том, что „The Rocket“ не читают, не уважают и не рекламируют. Просто последние несколько лет газетой плохо управляли…».